# Везовє
Везовє (словен. Vezovje) — поселення в общині Шентюр, Савинський регіон, Словенія. 
Висота над рівнем моря: 330,8 м.